# Апокаліптична література
Апокаліпсис - жанр одкровенної літератури, в якому таємниці відкриваються людині потойбічним персонажем. Таємниці можуть стосуватися перебігу історії або потойбічних явищ, але зазвичай вони зосереджуються на божественному втручанні в історію або на суді над мертвими.

## Юдаїстська традиція
У юдаїзмі цей жанр вперше з'являється у ІІ ст. до н.е., у книгах Еноха та Даниїла. Даниїл є класичним прикладом історичного типу апокаліпсису. Історія поділена на періоди (Чотири королівства Даниїла, Пророцтво сімдесят тижнів років) і закінчується воскресінням і судом мертвих. В Апокаліпсисі тижнів у І книзі Еноха історія поділена на десять «тижнів», в кінці яких світ записаний до знищення. У 4 книзі Ездри, написаній ближче до кінця І ст. н.е., перехід від цього світу до нового творіння позначений сімома днями первісної тиші, після яких настає воскресіння мертвих. Ангели та демони займають чільне місце. Цей вид апокаліпсису запозичений з єврейських пророцтв і служить моделлю для новозавітної книги Одкровення.
І книга Еноха є найдавнішим єврейським прикладом потойбічної подорожі, коли Еноха забирають на небо та проводять екскурсію всесвітом. Такий вид апокаліпсису став популярним як у юдаїзмі, так і в християнстві (Апокаліпсис Петра і Апокаліпсис Павла) у нашу епоху. Небесна подорож незмінно зосереджена на місцях проживання померлих і зазвичай завершується видінням божественного престолу.

## Перська традиція
Обидва ці види апокаліпсису також зустрічаються в перській традиції. Бахман Яшт описує видіння Зороастра (Zand-i Wahman yasn), в якому історія представлена як (чотири або сім) гілок на дереві, пов'язаних з різними металами, що представляють різні періоди. Після цього тисячоліття Зороастра закінчиться.
Поділ історії на тисячоліття добре засвідчений, зокрема в Бундахішн, який описує космогонію та космічну історію. На початку були дві протиборчі космічні сутності: Агура Мазда, який мешкав у світлі, та Аріман, який мешкав у темряві. Суверенітет буде розділений між ними протягом 9000 років, але зрештою Агура Мазда переможе у фінальній битві. В кінці історії мертві воскреснуть, а світ оновиться. Основні перські тексти, що зберігають цей апокаліптичний погляд на історію, написані мовою Пахлаві та датуються VI – XI ст. н.е. Наскільки вони містять давніші традиції, є предметом дискусій. Деякі елементи, включаючи протиставлення Агура Мазди та Арімана, знаходяться в Авесті, яка датується доелліністичними часами. Грецький автор Плутарх у своєму трактаті про Ісіду та Осіріса дає короткий, але детальний опис перської космології та есхатології, і він посилається на Феопомпа (IV ст. до н. е.) як на своє джерело. Цілком можливо, що пахлавійські тексти зберігають старі традиції, і що перський апокаліптизм послужив моделлю для єврейського жанру. Дуалізм світла і темряви в сувоях Мертвого моря сильно свідчить про перський вплив, і існують разючі паралелі між Бахман Яшт і Даниїлом. Однак це питання затьмарюється невизначеністю щодо давнини пахлавійських традицій. Апокаліпсис, що нагадує небесні подорожі, також засвідчений у перській традиції, в пахлавійській книзі Арда Віраф.

## Шумеро-аккдаська традиція
Зі стародавнього Близького Сходу збереглося мало апокаліптичної літератури. Найближчим наближенням є аккадське «Vision of the Netherworld» (Видіння пекла)  VII ст. до н.е. Мотив пророцтва після подій можна знайти в кількох аккадських пророчих текстах (Династичне пророцтво, Проротцтво Урука), але їм бракує есхатологічного висновку, який можна знайти в перських та єврейських апокаліпсисах.

## Греко-римська традиція
Потойбічні подорожі засвідчені з ранніх часів у грецькій традиції. Одіссей спускається до Аїда в 11-й книзі «Одіссеї». Міф про Ера (Myth of Er) Платона в 10-й книзі «Держави» є повноцінним апокаліпсисом. «Сон Сципіона» Цицерона є латинським прикладом. Гуморист ІІ ст. н.е. Лукіан висміяв цей жанр у своїх «Icaromenippus» та «Nekyomanteia». Історичний тип апокаліпсису чужий грецькій та римській літературі, за винятком єврейського та християнського розвитку Оракулів Сивілли (Sibylline Oracles), які зазвичай поділяють історію на періоди та передбачають есхатологічний суд.